# Gheorghe Pop
Gheorghe Iulian Pop (* 11. September 1993 in Brașov, Siebenbürgen) ist ein ehemaliger rumänischer Biathlet. Er nahm an den Olympischen Spielen 2018 teil.

## Sportliche Laufbahn
Gheorghe Pop lief seine ersten internationalen Rennen bei den Jugendweltmeisterschaften 2011 und nahm in den Folgejahren fast durchgehend an Wettkämpfen auf Juniorenebene teil. Ende 2011 bestritt er zusätzlich zwei Rennen im IBU-Cup der Senioren, bei der Jugend-WM im Folgejahr gelang ihm mit Rang 12 im Sprint das beste Ergebnis auf dieser Ebene. Nachdem der Rumäne bei der Junioreneuropameisterschaft 2013 den Sprint auf Platz 13 beendet hatte, legte er eine Pause ein und trat erst mit Beginn der Saison 2014/15 wieder in Rennen des IBU-Cup an, wo er die komplette Saison bestritt. In Duszniki-Zdrój erzielte Pop einen 18. Platz im Sprint, fuhr weitere Ranglistenpunkte ein und gewann im August des Jahres bei den Sommerbiathlon-Weltmeisterschaften 2015 in seinem Heimatland seine erste internationale Medaille, als er mit Luminița Pișcoran, Réka Ferencz und Cornel Puchianu die Bronzemedaille in der Mixedstaffel gewann. In der Saison 2015/16 stellte er in Obertilliach mit Rang 16 sein bestes Ergebnis auf der zweithöchsten Rennebene auf, im Februar 2016 gab es auch den einzigen Auftritt im Skilanglauf, als Pop bei den U-23-Langlaufweltmeisterschaften beim Sieg Simen Hegstad Krügers Rang 64 belegte. Vorher gab der Rumäne in Ruhpolding im Staffelrennen sein Weltcupdebüt, einen Monat später in Canmore bestritt er auch erstmals ein Sprintrennen auf der Ebene und wurde 78. Erfolgreich verlief die Sommerbiathlon-WM, Pop schloss den Sprint als Fünfter ab.
Nach einem weiteren Winter im IBU-Cup durfte Pop am Ende der Saison 2016/17 an den Weltmeisterschaften in Hochfilzen teilnehmen und wurde 71. des Einzels sowie 17. mit George Buta, Cornel Puchianu und Remus Faur in der Staffel. Nach dem Jahreswechsel startete der Rumäne auch 2017/18 wieder im Weltcup und erzielte in Ruhpolding mit Rang 55 im Einzel seine beste Platzierung auf der Ebene. Dies verhalf ihm zur Qualifikation für die Olympischen Spiele von Pyeongchang, wo er die Einzelrennen bestritt und mit Buta, Faur und Puchianu Staffel-14. wurde. Nach dem Saisonhighlight lief Gheorghe Pop in Oslo und Tjumen die finalen Weltcuprennen, gab aber nach den Rennen in Russland im Alter von 24 Jahren sein Karriereende bekannt.

## Statistiken

### Weltcupplatzierungen
Die Tabelle zeigt alle Platzierungen (je nach Austragungsjahr einschließlich Olympische Spiele und Weltmeisterschaften).
- 1.–3. Platz: Anzahl der Podiumsplatzierungen
- Top 10: Anzahl der Platzierungen unter den ersten zehn (einschließlich Podium)
- Punkteränge: Anzahl der Platzierungen innerhalb der Punkteränge (einschließlich Podium und Top 10)
- Starts: Anzahl gelaufener Rennen in der jeweiligen Disziplin
- Staffel: inklusive Mixed- und Single-Mixed-Staffeln

| Platzierung | Einzel | Sprint | Verfolgung | Massenstart | Staffel | Gesamt |
| ----------- | ------ | ------ | ---------- | ----------- | ------- | ------ |
| 1. Platz    |        |        |            |             |         |        |
| 2. Platz    |        |        |            |             |         |        |
| 3. Platz    |        |        |            |             |         |        |
| Top 10      |        |        |            |             |         |        |
| Punkteränge |        |        |            |             | 7       | 7      |
| Starts      | 2      | 5      |            |             | 8       | 15     |

### Olympische Winterspiele
Ergebnisse bei Olympischen Winterspielen:
|                                             | Einzelwettbewerbe | Einzelwettbewerbe | Einzelwettbewerbe | Einzelwettbewerbe | Staffelwettbewerbe | Staffelwettbewerbe |
| Einzel                                      | Sprint            | Verfolgung        | Massenstart       | Herrenstaffel     | Mixedstaffel       |                    |
| ------------------------------------------- | ----------------- | ----------------- | ----------------- | ----------------- | ------------------ | ------------------ |
| Olympische Winterspiele 2018 \| Pyeongchang | 69.               | 86.               | –                 | –                 | 14.                | –                  |

### Biathlon-Weltmeisterschaften
Ergebnisse bei den Weltmeisterschaften:
| Weltmeisterschaften | Weltmeisterschaften | Einzelwettbewerbe | Einzelwettbewerbe | Einzelwettbewerbe | Einzelwettbewerbe | Staffelwettbewerbe | Staffelwettbewerbe |
| Jahr                | Ort                 | Einzel            | Sprint            | Verfolgung        | Massenstart       | Herrenstaffel      | Mixedstaffel       |
| ------------------- | ------------------- | ----------------- | ----------------- | ----------------- | ----------------- | ------------------ | ------------------ |
| 2017                | Hochfilzen          | 71.               | –                 | –                 | –                 | 17.                | –                  |

### Jugend-/Juniorenweltmeisterschaften
Pop nahm bis 2012 an den Jugend- und 2013 an den Juniorenwettkämpfen teil.
| Weltmeisterschaften | Weltmeisterschaften | Einzelwettbewerbe | Einzelwettbewerbe | Einzelwettbewerbe | Herrenstaffel |
| Jahr                | Ort                 | Einzel            | Sprint            | Verfolgung        | Herrenstaffel |
| ------------------- | ------------------- | ----------------- | ----------------- | ----------------- | ------------- |
| 2011                | Nové Město          | 39.               | 26.               | 40.               | 14.           |
| 2012                | Kontiolahti         | 22.               | 12.               | 22.               | 11.           |
| 2013                | Obertilliach        | 31.               | 52.               | 37.               | 10.           |